# Abbé Pierre
Abbé Pierre, egentligen Henri Grouès, född 5 augusti 1912 i Lyon, död 22 januari 2007 i Alfortville utanför Paris, var en fransk romersk-katolsk präst. Under andra världskriget tillhörde han den franska motståndsrörelsen och antog då täcknamnet "Abbé Pierre" och deltog i kampen för att rädda judar undan nazisterna.
År 1949 grundade han välgörenhetsorganisationen Emmaus. Abbé Pierre var en av Frankrikes mest kända och uppskattade präster. År 1954 tog han initiativet till ett uppmärksammat upprop för de bostadslösa i Frankrike och upprepade uppropet 50 år senare, 2004 med "manifestet mot fattigdomen". 
Under 2024 konstaterar Emmaus-rörelsen att Pierre verkar ha begått omfattande sexuella trakasserier från 1970-talet fram till 2005.